# Synchaeta pachypoda
Synchaeta pachypoda is een raderdiertjessoort uit de familie Synchaetidae. De wetenschappelijke naam van deze soort is voor het eerst geldig gepubliceerd in 1922 door Jashnov.